# 서보 다비드
서보 다비드(헝가리어: Szabó Dávid, 1990년 1월 13일 ~ )는 헝가리의 배구 선수이다.